# Ethylencarbonat
Ethylencarbonat, korrekt auch als 1,3-Dioxolan-2-on bezeichnet, ist eine farblose und fast geruchlose, bei Raumtemperatur feste Verbindung.

## Synthese
Ethylencarbonat 2 ist als cyclischer Ester aus Kohlensäure und Ethylenglycol aufzufassen, wird aber aus Ethylenoxid 1 und Kohlenstoffdioxid (CO2) hergestellt, als Katalysatoren finden dabei in der Industrie quartäre Ammoniumsalze Verwendung, im Labor auch Aluminium-Porphin-Komplexe oder Bis(triphenylphosphin)-nickel(0). Letztere gestatten die Addition von Kohlenstoffdioxid auch unter sehr milden Bedingungen durchzuführen:
2007 wurde von Shell der besonders elegante OMEGA-Prozess patentiert, in dem in Wasser Ethylencarbonat aus Ethylenoxid hergestellt und in der gleichen Anlage zu Ethylenglycol hydrolysiert wird. Dieser Weg vermeidet die bei der direkten Ringöffnung von Ethylenoxid praktisch unvermeidliche Bildung von Oligomeren.
Industriell kann aus jedem Epoxid bzw. Epoxidharz das entsprechende Carbonat hergestellt werden, indem bei ca. 80 °C Kohlendioxid mit 2–6 bar auf die gerührte Oberfläche einer Epoxidlösung in Toluol oder Xylol gepresst wird.

## Eigenschaften
Cyclische Carbonate bilden bei ca. 120 °C mit Glycolen oder anderen hochsiedenden Alkoholen offenkettige Carbonate.
Cyclische Carbonate bilden bei ca. 80 °C mit Aminen offenkettige Urethane. Primäre Amine sind dabei wesentlich reaktiver als sekundäre.
Ethylencarbonat hat einen Flammpunkt von 143 °C.

## Verwendung
Ethylencarbonat wird in der chemischen Industrie als Ausgangsstoff für Synthesen und als Lösungsmittel bei höheren Temperaturen verwendet. So dient es als
- Hochtemperatur-Lösungsmittel bei der Verspinnung von Polynitril-Fasern
- Ausgangsprodukt für die Synthese von Oxazolidinonen, Imidazolidonen, Pyrimidinen und Purinen
- Komponente in Elektrolytlösungen für Lithium-Batterien
- preiswertes Reagenz zur Einführung von 2-Hydroxyethylierung bei Aminen, Amiden und Phenolen[10][11]

## Risikobewertung
Ethylencarbonat wurde 2015 von der EU gemäß der Verordnung (EG) Nr. 1907/2006 (REACH) im Rahmen der Stoffbewertung in den fortlaufenden Aktionsplan der Gemeinschaft (CoRAP) aufgenommen. Hierbei werden die Auswirkungen des Stoffs auf die menschliche Gesundheit bzw. die Umwelt neu bewertet und ggf. Folgemaßnahmen eingeleitet. Ursächlich für die Aufnahme von Ethylencarbonat waren die Besorgnisse bezüglich Verbraucherverwendung, Exposition von Arbeitnehmern, hoher (aggregierter) Tonnage, anderer gefahrenbezogener Bedenken und weit verbreiteter Verwendung sowie der möglichen Gefahr durch reproduktionstoxische Eigenschaften. Die Neubewertung fand ab 2018 statt und wurde von Lettland durchgeführt. Anschließend wurde ein Abschlussbericht veröffentlicht.